# Sopot (rejon jaworowski)
Sopot (ukr. Сопіт) – wieś na Ukrainie, w rejonie jaworowskim obwodu lwowskiego.

## Historia
Dawniej część wsi Radruż w powiecie rawskim.